# Park Su-gyo
Park Su-gyo (박수교?; Seul, 13 luglio 1956) è un ex cestista sudcoreano.

## Carriera
Con la Corea del Sud ha disputato i Campionati mondiali del 1978.